# Souvrství Scollard

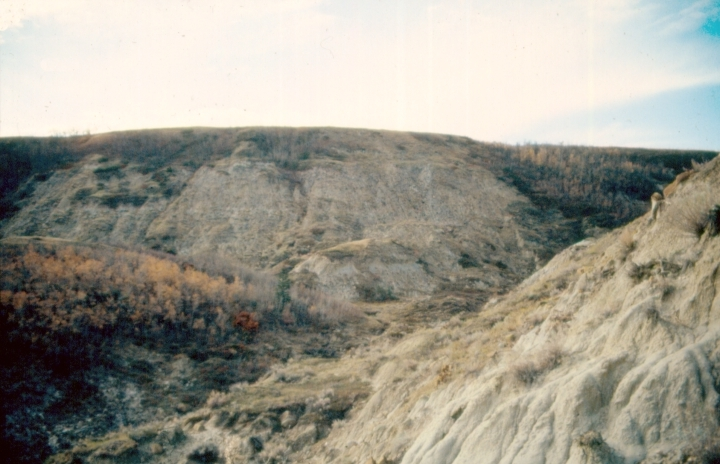
Horninové výchozy souvrství Scollard.

Scollard je název geologického souvrství se sedimenty z období nejpozdnější křídy až nejranějšího paleocénu (asi před 70 až 65 miliony let). Jeho výchozy se nacházejí na území jihozápadu provincie Alberta v Kanadě.

## Charakteristika
Horniny v tomto souvrství jsou většinou pískovce, prachovce a jílovitá břidlice, v menším množství pak uhlí a bentonit. Mocnost vrstev dosahuje místy až 300 metrů. Sedimenty představují pozůstatek sítě říčních toků a záplavových nížin, které se na přelomu křídy a paleogénu v této oblasti rozkládaly. Souvrství je významné právě zachováním "tranzitní" bioty v průběhu velkého vymírání na konci křídy před 66 miliony let. Mimo jiné se tu tak nacházejí i fosilie posledních žijících dinosaurů tzv. lancijské fauny.
Podobné geologické stáří mají další dvě kanadská souvrství, a to souvrství Frenchman a souvrství Willow Creek.

## Seznam dinosauřích taxonů

### Teropodi
- Caenagnathidae indet.[4]
- cf. Dromaeosaurus
- cf. Paronychodon
- cf. Richardoestesia
- cf. Saurornitholestes
- ?Troodon
- Tyrannosaurus[5]

### Ptakopánví dinosauři
- Ankylosaurus
- Edmontosaurus
- Leptoceratops
- Pachycephalosaurus
- Thescelosaurus
- Triceratops